# Luncoiu de Jos
Luncoiu de Jos é uma comuna romena localizada no distrito de Hunedoara, na região histórica da Transilvânia. A comuna possui uma área de 49.59 km² e sua população era de 1956 habitantes segundo o censo de 2007.